# Diaethria splendens
Diaethria splendens är en fjärilsart som beskrevs av Hayward 1931. Diaethria splendens ingår i släktet Diaethria och familjen praktfjärilar. Inga underarter finns listade i Catalogue of Life.